# Ефес (зброя)

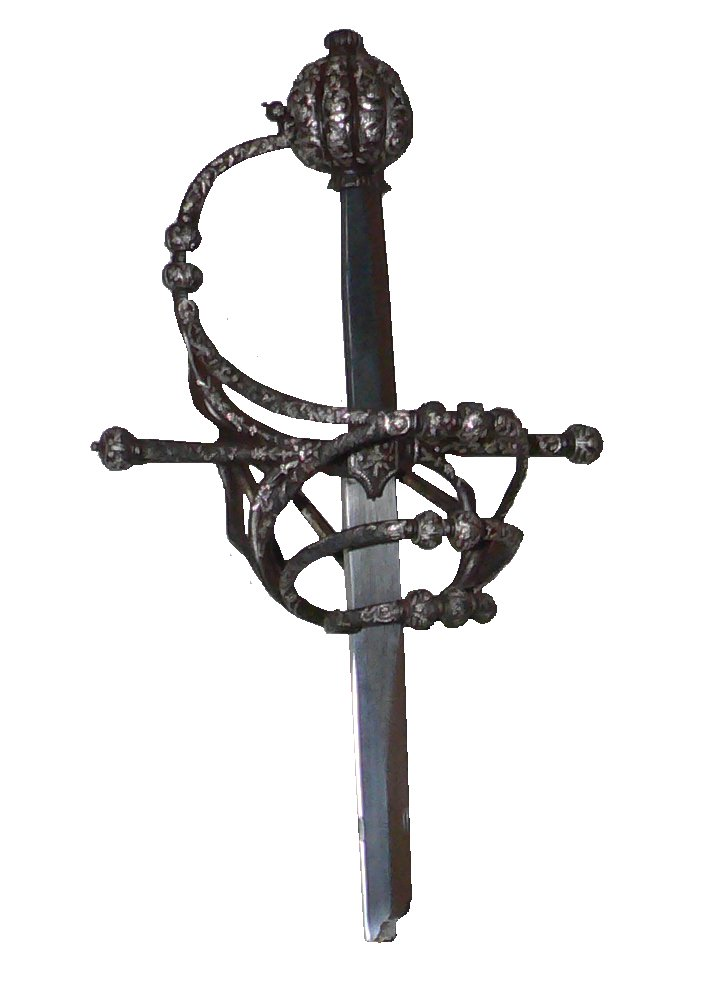
Ефес рапіри, 1580—1600 роки.

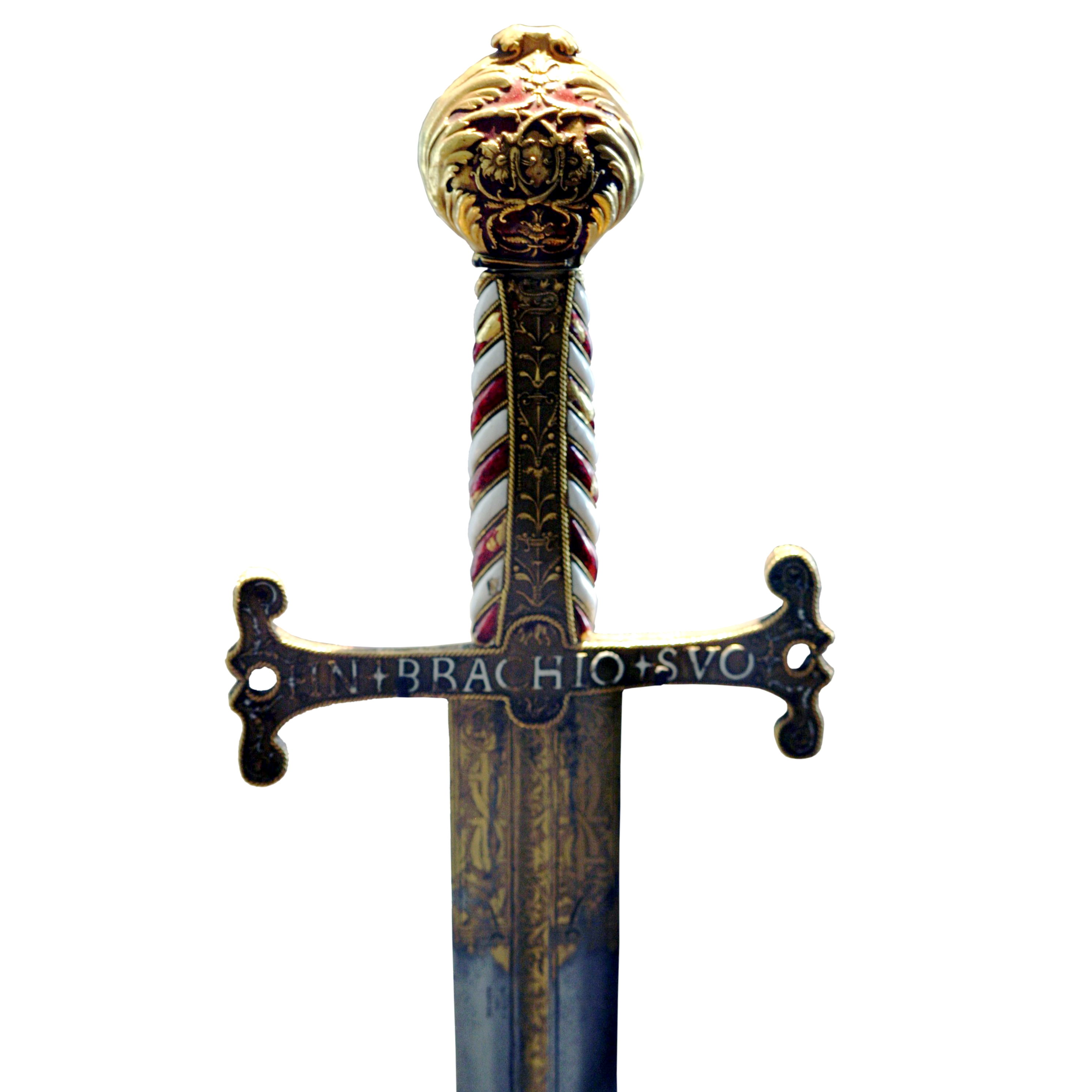
Ефес меча.

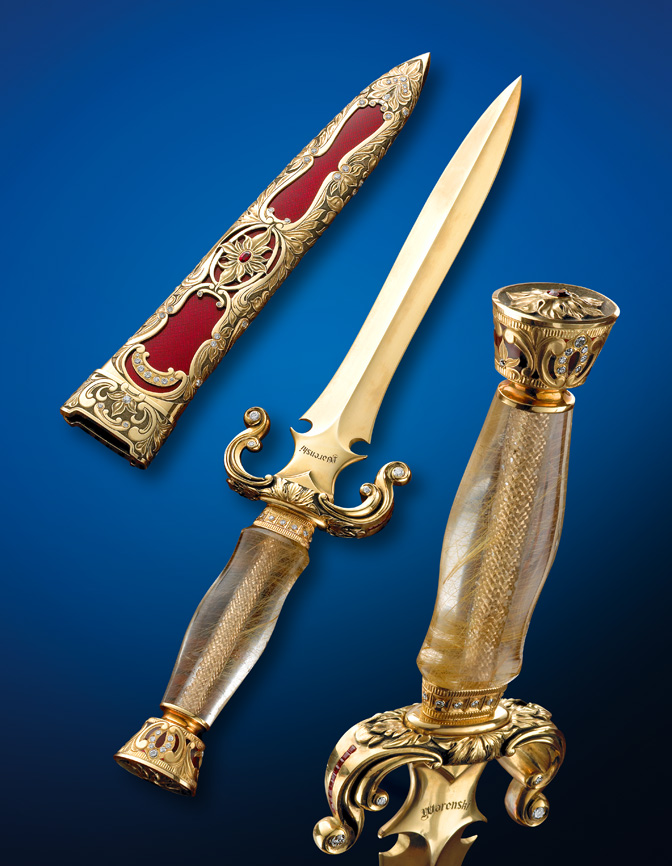
Декоративний ніж Уаренського

Ефе́с (рос. эфес, адаптоване від нім. Gefäss) або держак — частина холодної зброї з довгим лезом (шаблі, шпаги, палаша тощо), призначена для утримання зброї та захисту руки. Держак є одною з двох основних частин холодної зброї, протилежним до леза. Держак шаблі називався також хрестом або крижем.
Ефес складається з гарди і руків'я з головкою. До ефеса може кріпитися темляк (як елемент умундирування), а також різні призові знаки і знаки нагород.

## Складові ефеса
A — ефес (держак). 

Складові шаблі

Деталі B (складається з C, D, E) не відносяться до ефеса. 

1 — верхів'я(яблуко, навершя). 

2 — руків'я (рукоятка, черен, ручка). 

3 — перехрестя (хрестовина, хрест, криж). 

4 — гарда. 

Деталі 5 — 10 не відносяться до ефеса.

### Гарда
Гарда (фр. garde, від garder — «зберігати», «охороняти», «захищати») або хрест, криж — елемент ефеса, призначений для захисту руки. На ранніх клинках гард не існувало. Перші гарди мали форму перехрестя — планку, перпендикулярну до зеза та руків'я, розміщену в одній з ними площині, або невеликий диск, бляху, встановлені між лезом та руків'ям. Починаючи з XVI ст. стали з'являтися круглі гарди, а також гарди у вигляді дужки, що з'єднує верхню частину руків'я з нижньою.

### Хрестовина
Хрестовина — захисний пристрій, розміщений у передній частині руків'я, що виступає над обухом та лезом. Хрестовину, що виступає над голомінню клинка, називають перехрестям.

### Держак
Держак — основна частина ефеса, за яку безпосередньо здійснюється захват рукою.

### Верхів'я
Верхів'я (головка руків'я, яблуко) — деталь на кінці руків'я (зверху), що виконує функцію обмежувача. Масивне навершя називають наве́ршником.